# Taylor Kitsch
Taylor Kitsch (ur. 8 kwietnia 1981 w Kelowna) – kanadyjski aktor i model. 
Nominowany do Nagrody Genie za rolę Kevina Cartera w dramacie biograficznym Bractwo Bang Bang (2010).

## Życiorys

### Wczesne lata
Urodził się w Kelowna w okręgu Brytyjska Kolumbia w Kanadzie jako syn Susan (z domu Green) i Drew Kitschów. Jego matka pracowała dla zarządu BC Liquor, a jego ojciec pracował w budownictwie. Rok po jego narodzinach, jego rodzice rozwiedli się. Razem z dwoma starszymi braćmi, Brody'm i Damanem, został wychowany przez matkę. Miał także dwie młodsze przyrodnie siostry. 
Mieszkał w Port Moody i Anmore. Uczęszczał do Gleneagle Secondary School w Coquitlam. 
W wieku trzech lat zaczął grać w hokej na lodzie i chciał zostać zawodowym hokeistą. Grał dla Langley Hornets w lidze British Columbia Hockey League, zanim kontuzja kolana zakończyła jego karierę. Po kontuzji Kitsch przez rok uczęszczał na kurs dietetyki i ekonomii na Uniwersytecie w Lethbridge i mieszkał z bratem.

### Kariera
W 2002 przeprowadził się do Nowego Jorku, gdzie rozpoczął karierę jako model IMG (International Management Group). Po dwóch latach powrócił do Vancouver, gdzie podpisał umowę z wytwórnią Untitled Entertainment. Planował pracować jako zawodowy dietetyk i trener personalny. W 2004 przeniósł się do Los Angeles, gdzie brał udział w kampanii reklamowej Diesel i Abercrombie & Fitch. Pojawił się również w limitowanej edycji książki About Face autorstwa fotografa Johna Russo. Wkrótce trafił do serialu NBC Friday Night Lights (2006–2011) w roli Tima Rigginsa, za którą był dwukrotnie nominowany do Teen Choice Awards. Za rolę Gambita filmie Gavina Hooda X-Men Geneza: Wolverine (2009) był nominowany do People’s Choice Award i Teen Choice Awards. Jako Kevin Carter w biograficznym dramacie historycznym Bractwo Bang Bang (The Bang Bang Club, 2010) zdobył nominację do Nagrody Genie.
Był na okładkach magazynów takich jak „Men’s Health”, „Safari”, „Man Of The World” i „The Hollywood Reporter”.

## Filmografia

### Filmy fabularne
- 2006: Węże w samolocie (Snakes on a Plane) jako Kyle "Chocodile" Cho
- 2006: Pakt milczenia (The Covenant) jako Pogue Parry
- 2006: John Tucker musi odejść (John Tucker Must Die) jako Justin
- 2008: Gospel Hill jako Joel Herrod
- 2009: X-Men Geneza: Wolverine (X-Men Origins: Wolverine) jako Remy LeBeau / Gambit
- 2010: Bractwo Bang Bang (The Bang Bang Club) jako Kevin Carter
- 2012: Savages: Ponad bezprawiem (Savages) jako Chon
- 2012: Battleship: Bitwa o Ziemię (Battleship) jako Alex Hopper
- 2012: John Carter jako John Carter
- 2013: Ocalony (Lone Survivor) jako Michael Murphy
- 2013: Wielkie uwodzenie (The Grand Seduction) jako dr.Lewis
- 2014: Odruch serca (The Normal Heart, TV) jako Bruce Niles
- 2015: The Pieces jako Kyle
- 2017: American Assassin jako Ghost
- 2017: Tylko dla odważnych jako Christopher MacKenzie

### Seriale TV
- 2005: Godiva's jako Colm
- 2006: Kyle XY jako Chłopak w namiocie
- 2006–2011: Friday Night Lights jako Tim Riggins
- 2015: Detektyw (True Detective) jako Paul Woodrugh
- 2018: Waco jako David Koresh
- 2020: Pokonani jako Max McLaughlin
- 2022: Lista śmierci (The Terminal List) jako Ben Edwards